# Un bon chanteur mort
Un bon chanteur mort est un essai de l'auteur-compositeur-interprète français Dominique A, paru en 2008. Il s'agit de son premier ouvrage. Il est plutôt bien accueilli par la critique : Le Nouvel Observateur le qualifie de livre « intelligent et très bien écrit ».
Chaque auteur y raconte son rapport à la création. Ici, Dominique A parle de son rapport à la langue et compare le français à une « plaine, pas forcément morne ».